# Hundsschüppe

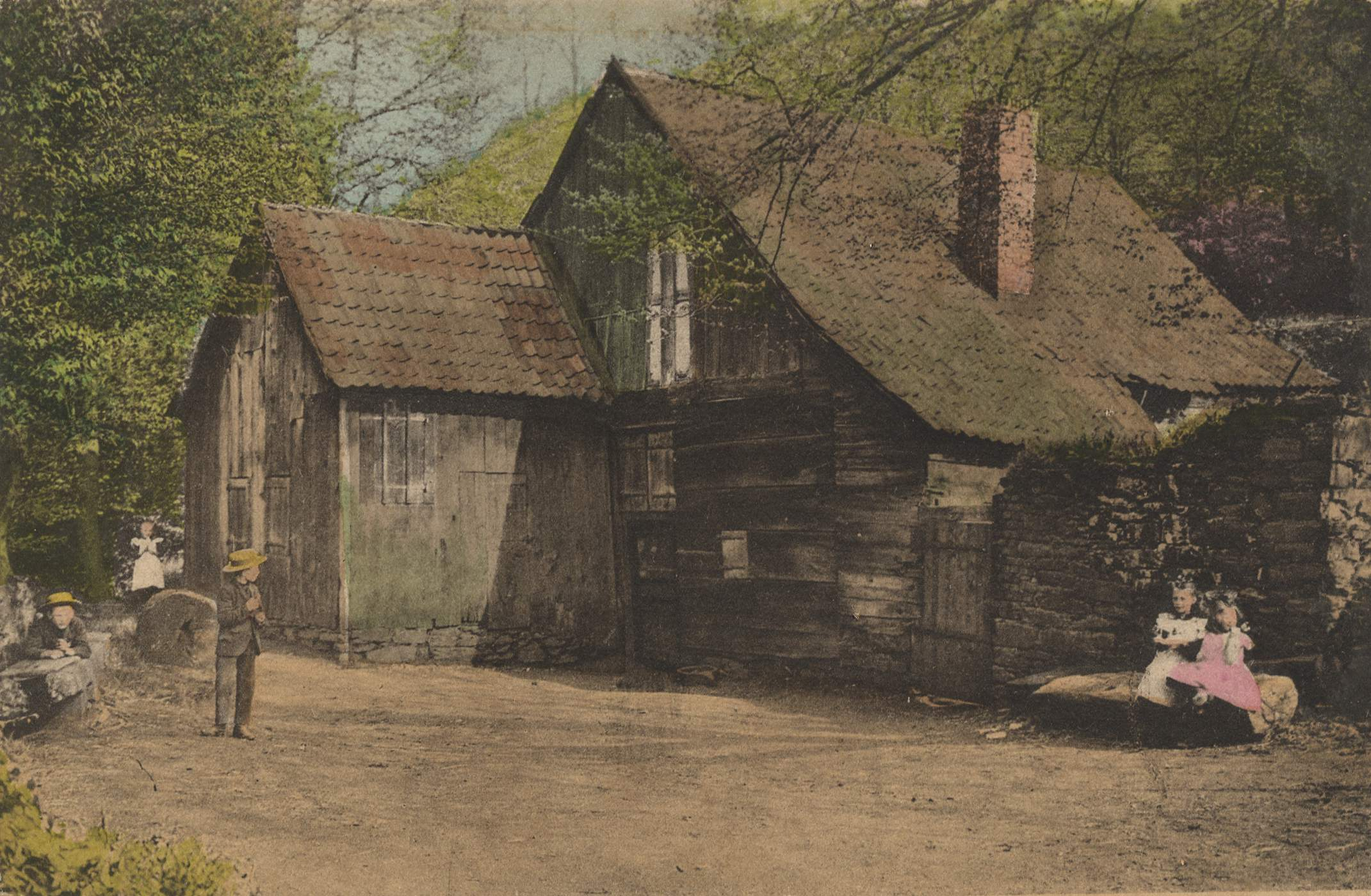
Darstellung auf einer alten Ansichtskarte

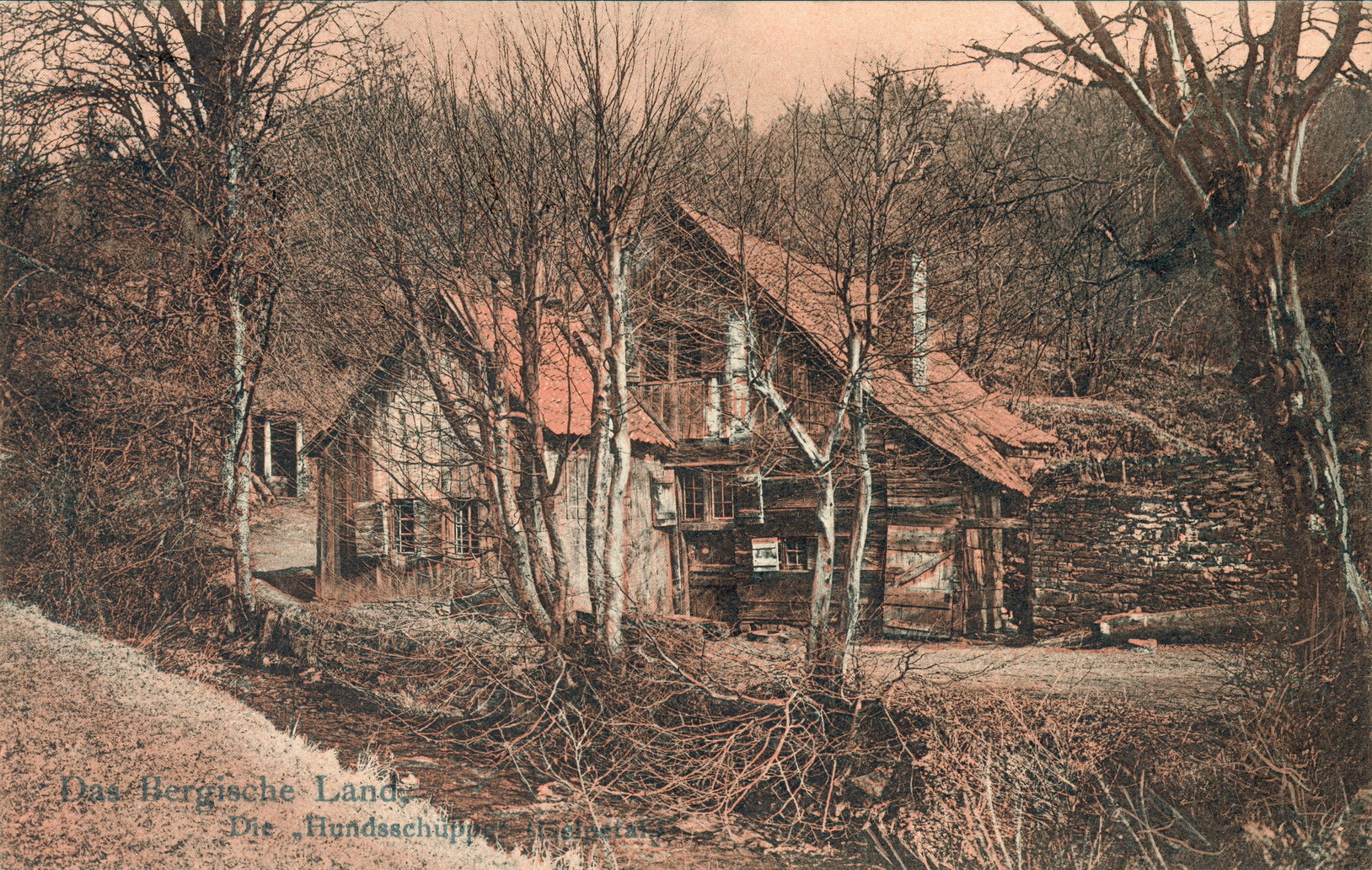
Darstellung auf einer alten Ansichtskarte

Die Hundsschüppe war ein Hammerkotten in der bergischen Großstadt Wuppertal in Nordrhein-Westfalen. Die Herkunft seines eigentümlichen Namens ist ungeklärt, da Kotten in der Regel nach ihrer Lage (Bach, Ortslage bzw. Gemarkung) oder nach ihrem Eigentümer bzw. Besitzer benannt wurden.

## Lage
Die Hammerwüstung mit ihren heute noch vorhandenen Überresten befindet sich im südlichen Stadtgebiet nur wenige Meter nördlich der Stadtgrenze zu Remscheid. Der ehemalige Kotten steht im Gelpetal, das in diesem Abschnitt auch Zillertal genannt wird, unmittelbar vor der Einmündung des Saalbachs in die Gelpe und nur einige Meter nordöstlich des Ausflugslokals Haus Zillertal. Er liegt in der Gemarkung der bis 1929 selbstständigen Stadt Ronsdorf, die seither ebenso wie das unmittelbar angrenzende und nur durch den Bachlauf der Gelpe getrennte Cronenberg ein Stadtteil von Wuppertal ist.

## Geschichte
Die erste urkundliche Erwähnung des Wassertriebwerks ist auf 1607 datiert. 1623 wird ein Ern auf dem Westen als Besitzer genannt. Dieser wird zu dieser Zeit mit 4 Albus Wassererkenntnis belegt. Am 7. Juni 1686 erfolgt eine Konzessionierung durch Herzog Johann Wilhelm II. von Jülich und Berg (auch „Jan Wellem“ genannt) zur Errichtung eines Hammerwerks.
1719 wird mit Peter Mannes (Taufe 1675; † 1749, wohnhaft bis 1711 in Westen, danach in Oelingrath) ein weiterer Eigentümer erwähnt, der seinerzeit den Kotten erwarb. Er ließ für 24 Reichstaler mit Genehmigung der Grundeigentümer Gottfried, Johannes und Heinrich aufm Heydt durch deren Bachwiese einen weiteren Obergraben zum Stauteich errichten, der aus dem Saalbach gespeist wurde. Dieser Zulauf ist noch heute, wenn auch überwiegend verfüllt und mit dem Wanderweg zur Ronsdorfer Talsperre bzw. nach Heidt/Heusiepen überbaut, ansatzweise zu erahnen.
Fortan bleibt die Anlage die nächsten Jahrzehnte im Eigentum von Peter Mannes bzw. seiner Familie. 1749 war ein Peter Arntz auf dem Westen Pächter der Anlage. Am 6. Oktober 1802 verkaufte die Familie Mannes die Hundsschüppe an den Stahlfabrikanten Johann Carl Noltzen aus der Hofschaft Huckenbach. Unter ihm wird der Hammer „Hundertschüppe“ genannt (wobei die Herkunft des Namens offenbar nicht geklärt ist), und als Reck- und Stahlhammer bezeichnet. Bereits zum 18. Mai 1805 verkaufte er die Hundsschüppe für 3650 Reichstaler (ausgezahlt in französischen Krontalern zu je 117 Stüber und Brabanter Kronen zu je 114 Stüber) aber wieder an die Eigentümergemeinschaft Eheleute Johann Caspar Schnüring, Anna Christine Meister, Peter Wilhelm Meister und dessen Ehefrau Marie Catharina Rittershaus, alle wohnhaft in Holthausen. Die Übergabe erfolgte am 1. Mai 1806.
Die Hundsschüppe ist zusammen mit dem Stauteich im Urkataster von 1815 verzeichnet; 1895 erfolgten hierin Nachträge. 1828 erbte Peter Wilhelm Meister Jun. eine Hammerhälfte. 1829 wird die Hundsschüppe als Stahlraffinierhammer vom „Meister und Schnöring“ bezeichnet. Der Hammer besaß laut Beschreibung zu dieser Zeit drei oberschlächtige Wasserräder und zwei Feuer. 1829 war der Hammer lange Zeit aufgrund einer Trockenheit außer Betrieb. Aber auch in Jahren mit normalen Niederschlägen stand der Hammer zwischen Mai und November mehrere Tage in der Woche aufgrund von Wassermangel still. 1834 wird erwähnt, dass ein Friedrich Meister mit einem Gehilfen dort Waren produziert. 1837 ist nochmal von zwei Feuern mit Gebläse die Rede.
1832 gehörte die Hundsschüppe zur Heider Rotte des ländlichen Außenbezirks der Stadt Ronsdorf. Der laut der Statistik und Topographie des Regierungsbezirks Düsseldorf als Hammerwerke kategorisierte Ort besaß zu dieser Zeit ein Fabrikationsgebäude. Zu dieser Zeit lebten vier Einwohner am Ort, allesamt evangelischer Konfession.
Am 1. Oktober 1839 wurde Carl Theodor Schlieper aus Clemenshammer aufgrund eines Kaufvertrags vom 16. September 1839 Mitbesitzer der Anlage. Dieser hatte aber von Anfang an das Bestreben alleiniger Besitzer zu werden und klagte gegen die anderen Mitbesitzer und Erben des Johann Caspar Schnüring wegen Naturalunteilbarkeit. Diesen Prozess gewann er mit Urteil vom 25. Februar 1839. In den Akten wird der Wert des Hammers von Fachleuten auf 3096 Taler, 4 Silbergroschen und 8 Taler geschätzt. Daraufhin wurde eine Versteigerung angeordnet, die am 15. April 1840 bei dem Wirt Abraham Eller in Ronsdorf stattfand. Nach einer vierstündigen Bieterrunde erhielt Carl Theodor Schlieper schließlich für 4200 Taler den Zuschlag und nahm den Hammer am 1. Mai 1840 in Besitz. Die Kaufsumme zahlte er erst 1845 aus, für die Zwischenzeit musste er Zinsen zahlen. Die Anlage wurde nun verpachtet.
Am 27. Oktober 1867 wird die Hundsschüppe nach dem Tode von Carl Theodor Schlieper erneut versteigert, diesmal bei einem Wilhelm Ibach zu Clemenshammer. Carl Theodors mit ihrer Mutter in Erbstreitigkeiten verwickelten Söhne Carl Theodor Schlieper Jun. und Richard Schlieper ersteigerten den Hammer für 3900 Taler und betrieben ihn gemeinsam. 1883 erwarb Richard Schlieper die andere Hälfte des mit 11.400 Mark (oder auch 3800 Taler) taxierten Hammers von seinem Bruder. Nach dem Tode Richard Schliepers erbte sein Sohn und Kaufmann Richard Schlieper Jun. die Hundsschüppe und verpachtete sie an Ernst Jöker. Jöker machte nicht nur mit technischen Innovationen auf sich aufmerksam, er gründete auch die Restauration Zillertal mit einem Kahnteich und einer Rutschbahn als Attraktion.
Die Hundsschüppe wurde bis 1952 betrieben, 1960 erfolgte der Abriss.
Von 1934 bis in die 1970er Jahre befand sich in der Nähe eine Skisprungschanze, die Schanze an der Hundsschüppe.

## Beschreibung und Erhaltungszustand

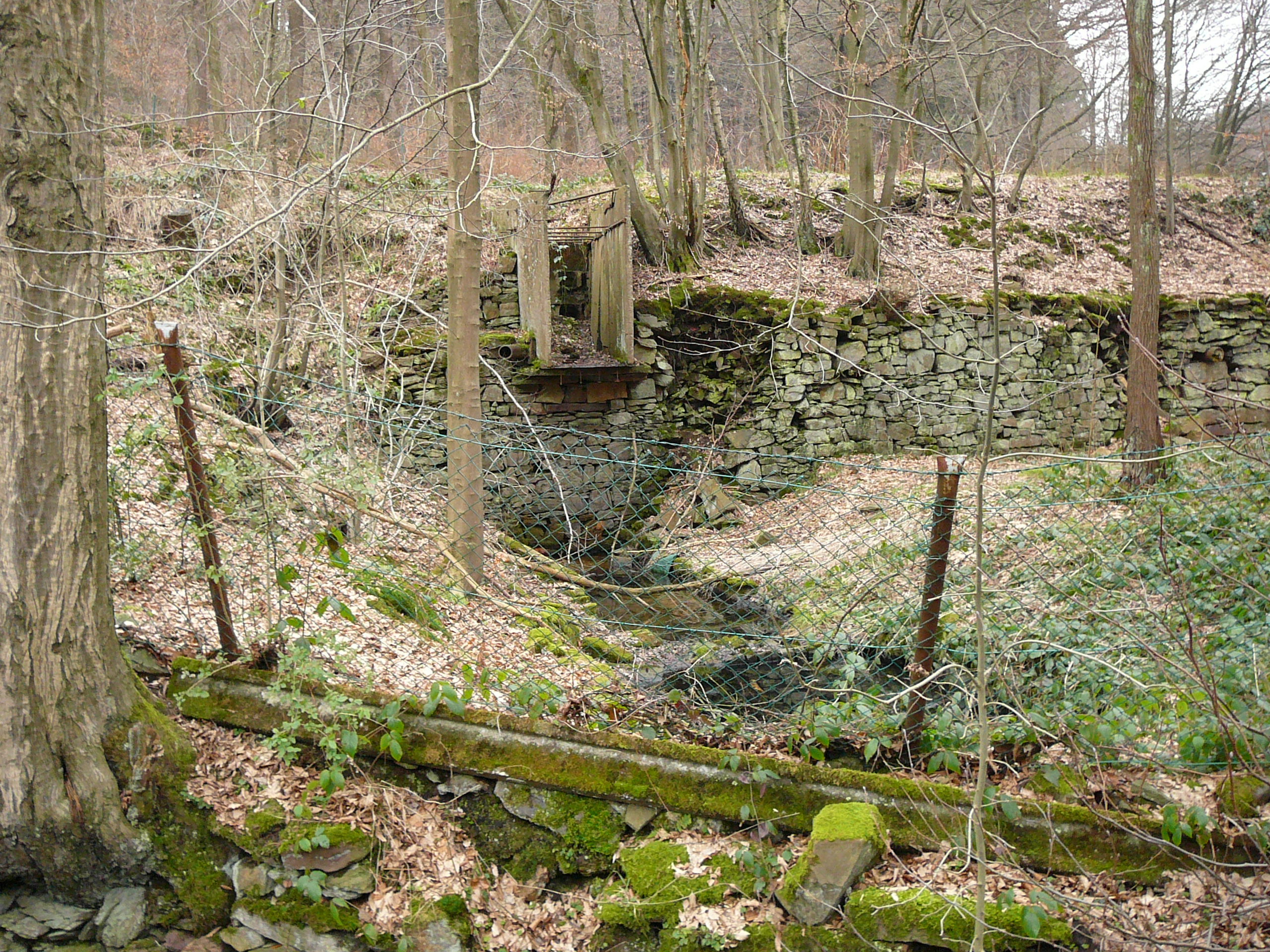
Die Wüstung (2011)

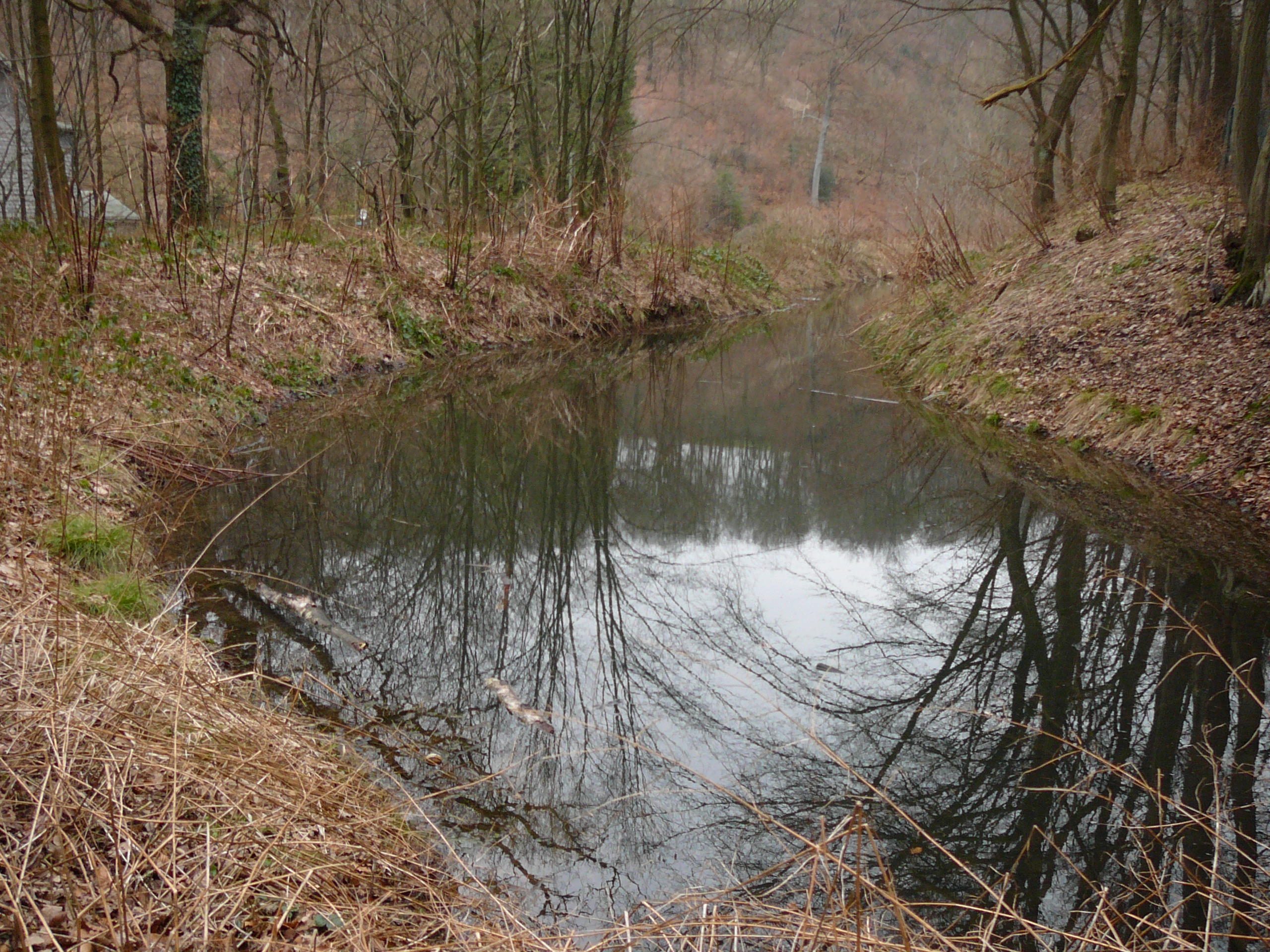
Der Stauteich (2011)

Die heutige Wüstung war im frühen 20. Jahrhundert noch ein eingeschossiger, mit Holzbohlen verkleideter Fachwerkbau mit einem mit Pfannen gedecktem Dachgeschoss. Das Fundament war aus Bruchsteinen gemauert. Ein in gleicher Bauweise errichteter kleinerer Anbau war gen Südwesten hin angefügt. Der Eisenhammer besaß zwei Wasserräder, von denen das die Hammerwelle antreibende oberschlächtig war. Ein weiteres diente dem Betrieb des Blasebalgs. Die Gebäude des Hammers sind heute durch den in den 1930er Jahren einsetzenden Verfall und die – zumindest sehr wahrscheinliche Demontage noch brauchbarer Teile – bis auf die bemoosten und teilweise überwachsenen Grund- bzw. Hüftmauern nicht mehr vorhanden. Im Gegensatz hierzu befindet sich die Stauanlage, bestehend aus dem langgezogenen und etwas erhöht am Hang gelegenen Stauteich mit dem von der Gelpe gespeisten Obergraben (Mühlengraben), dem Eishaus und dem wieder in denselben Bach führenden Untergraben noch in einem guten Erhaltungszustand.

## Denkmalschutz
Da die noch vorhandenen Reste der Hundsschüppe ein Beispiel für die vor- und frühindustrielle Epoche im Bergischen Land, hier insbesondere im Gelpe- und Saalbachtal sind, wurde am 7. Januar 1997 der Hammer mit der Stauanlage (Teich, Ober- und Untergraben) und Eishaus als Bodendenkmal unter Schutz gestellt.